# Marrabenta Stories
Marrabenta Stories es una película documental de 2004 dirigida por Karen Boswall. Es un documental musical acerca de la Marrabenta, la música nacional de Mozambique.

## Sinopsis
Un grupo de jóvenes músicos de Mozambique, que suelen tocar jazz, funk y hip hop, se unen a unos ancianos expertos intérpretes de Marrabenta, la música folclórica tradicional de Mozambique. Juntos forman una banda llamada Mabulu y mezclan sus diferentes estilos musicales. Los “Old Glories”, como les llaman cariñosamente sus fans, aún viven en Maputo y sobreviven, como lo han hecho durante los últimos cincuenta años, interpretando canciones que describen los detalles tristes y divertidos de su vida cotidiana.

## Lanzamiento
La película se exhibió en numerosos festivales de cine, incluidos DocLisboa en Portugal, Tarifa en España, Dockanema en Mozambique, el Festival Internacional de Cine de Durban en Sudáfrica, África in the Picture en los Países Bajos y el Afrika Filmfestival en Bélgica.